# Krvava Marija (legenda)
Krvava Marija ili Krvava Mary (eng. Bloody Mary), urbana legenda o duhu kojeg je moguće prizvati putem izgovoranja imena pred ogledalom. Postoji više verzija legende i ovisno o tome prizvana sablast može biti dobronamjerna ili zlonamjerna. Naziv za prikazu izveden je iz nadimka engleske kraljice Marije Tudor koja je imala lošu reputaciju zbog pogubljenja niza engleskih protestanata za vrijeme svoje vladavine. Unatoč tome, prema pučkoj priči, radi se o djevojčici koju se može prizvati pred ogledalom i prestraviti prizivatelja.